# Los Mangos, Pantelhó
Los Mangos är en ort i Mexiko.   Den ligger i kommunen Pantelhó och delstaten Chiapas, i den sydöstra delen av landet, 800 km öster om huvudstaden Mexico City. Los Mangos ligger 622 meter över havet och antalet invånare är 268.
Terrängen runt Los Mangos är kuperad åt sydväst, men åt nordost är den bergig. Runt Los Mangos är det ganska tätbefolkat, med 96 invånare per kvadratkilometer. Närmaste större samhälle är Yajalón, 16,7 km nordost om Los Mangos. Omgivningarna runt Los Mangos är en mosaik av jordbruksmark och naturlig växtlighet.